# Rigi
Rigi es una montaña en el centro de Suiza y forma parte de los Alpes suizos. Es conocida como "Queen of the Mountains" o Reina de las Montañas.
La montaña es fácilmente accesible por transporte público. Rigi ofrece muchas excursiones en invierno y verano, tales como el esquí o el trineo. Se puede subir desde Goldau y Vitznau por el Rigi-Bahnen, un ferrocarril de cremallera, y de Weggis por un teleférico.

## Rigi en verano
Monte Rigi ofrece un espacio para la recreación y el deporte de aproximadamente 90 km²) y cuenta con una variedad de rutas de senderismo o excursiones en las montañas, donde los visitantes pueden tener una vista panorámica de 150 km de distintos puntos marcados.

## Rigi en invierno
El monte Rigi es un destino favorito para las personas que practican deportes de invierno, excursiones de invierno y la recreación. Los siguientes equipos se pueden alquilar en el Sport Center, en Rigi Kulm: airboards, trineos, raquetas, bastones, guantes, gorros de esquí, calcetines, gafas de esquí y más se pueden comprar en un mismo lugar.
| Senderos con raquetas de nieve | 1.5/3/4.5 km |
| Senderos de invierno           | 35 km        |
| Carreras de esquí              | 7 km         |

| Ejecutar Airboard                 | 3.6 km |
| Pista para trineos Kulm-Staffel   | 4 km   |
| Pista para trineos Kulm-Schawandi | 3,6 km |

| Altitud               | 1300-1800 m |
| Pista de esquí, fácil | 3,9 km      |
| Pista total de esquí  | 9 km        |

## Galería

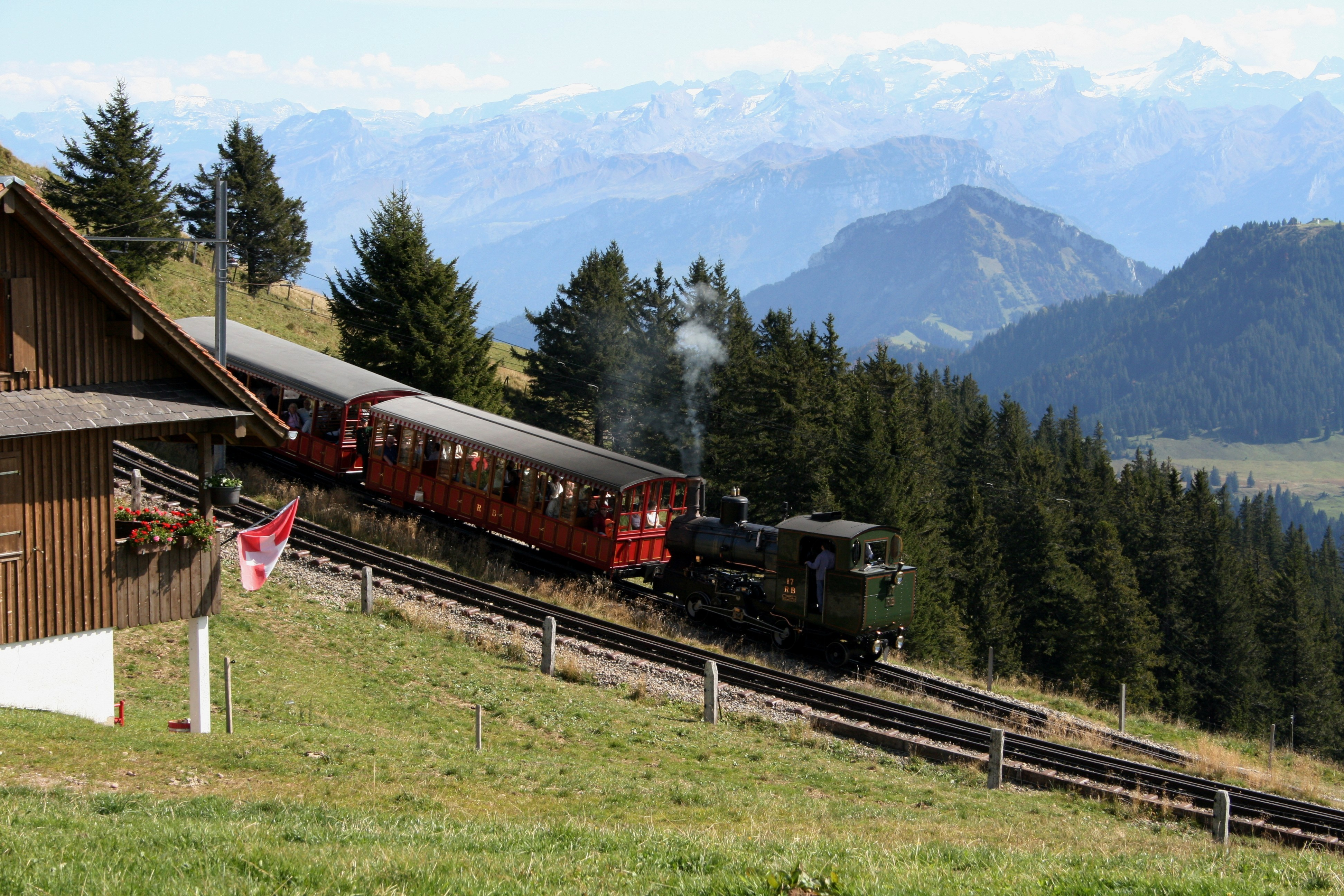
Tren de vapor
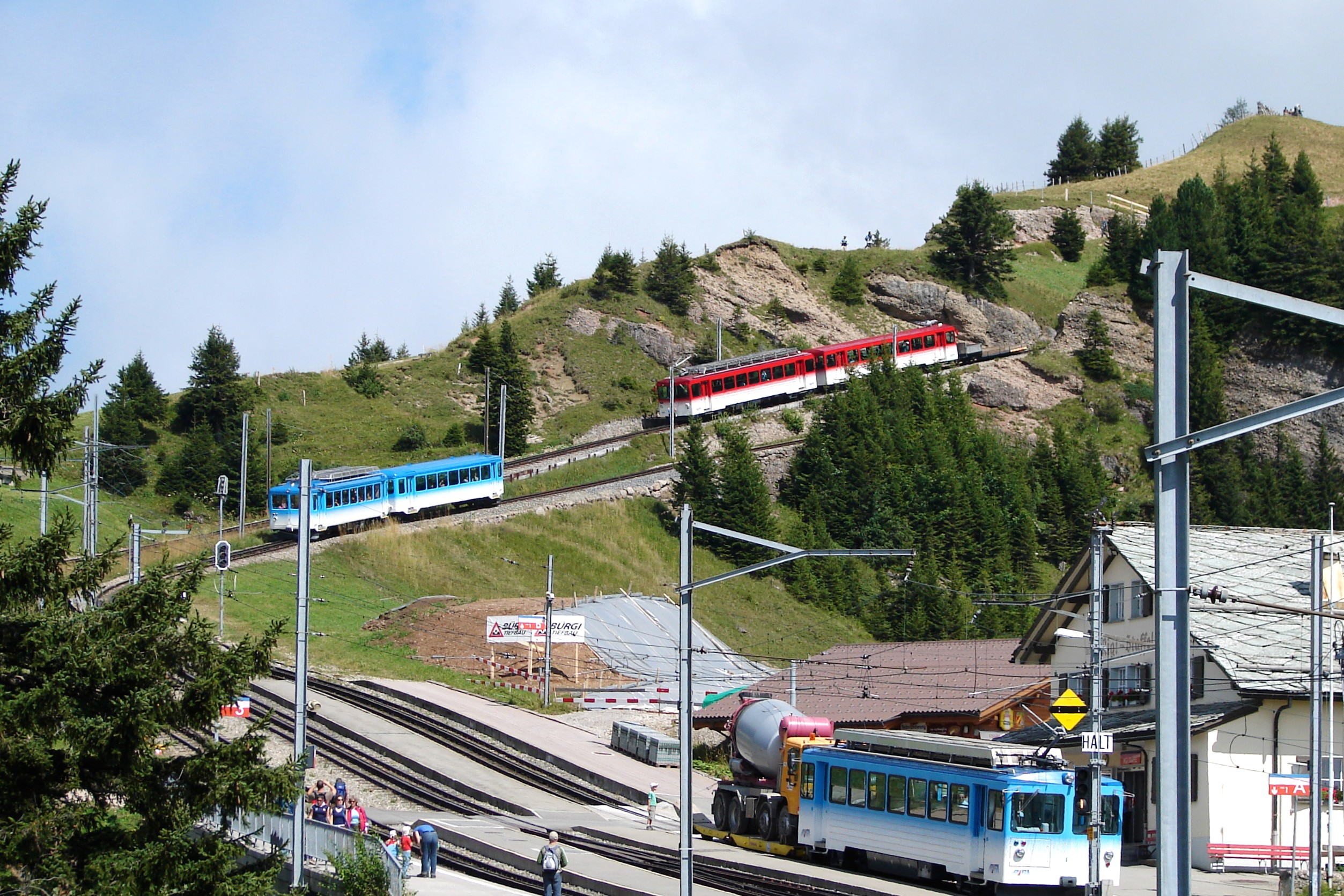
Estación cerca de la cima
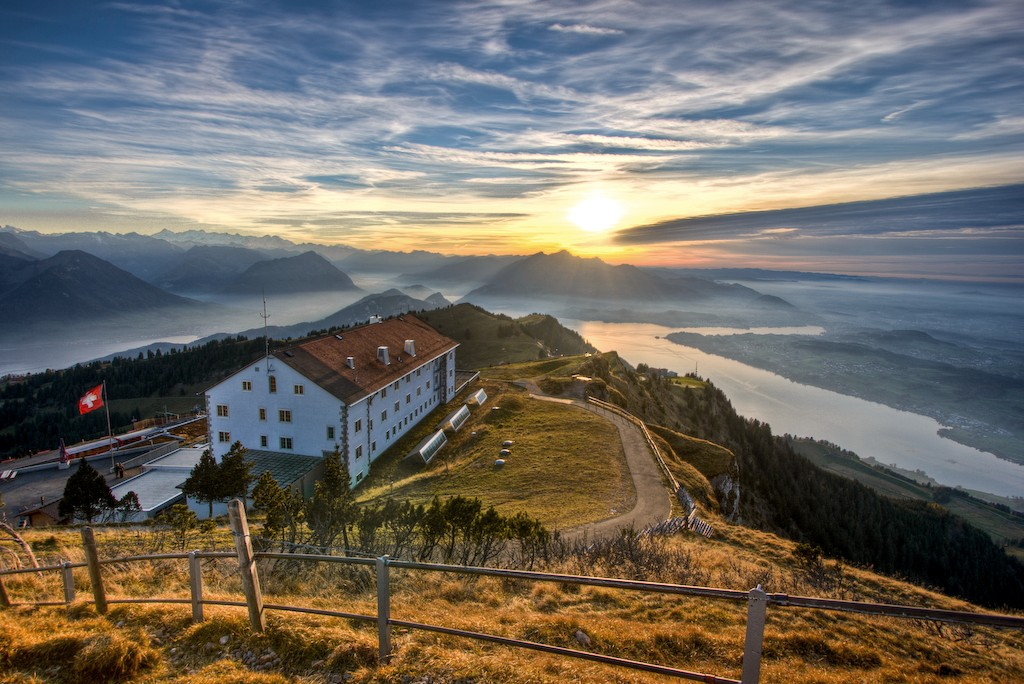
Vista desde la cima
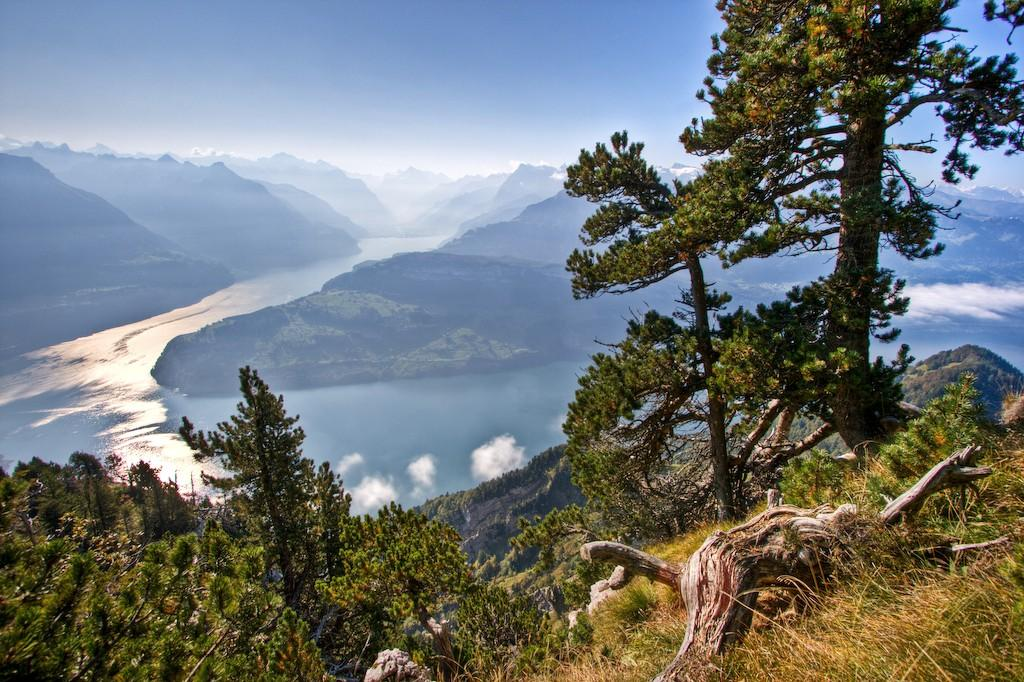
Lago Lucerna visto desde Rigi
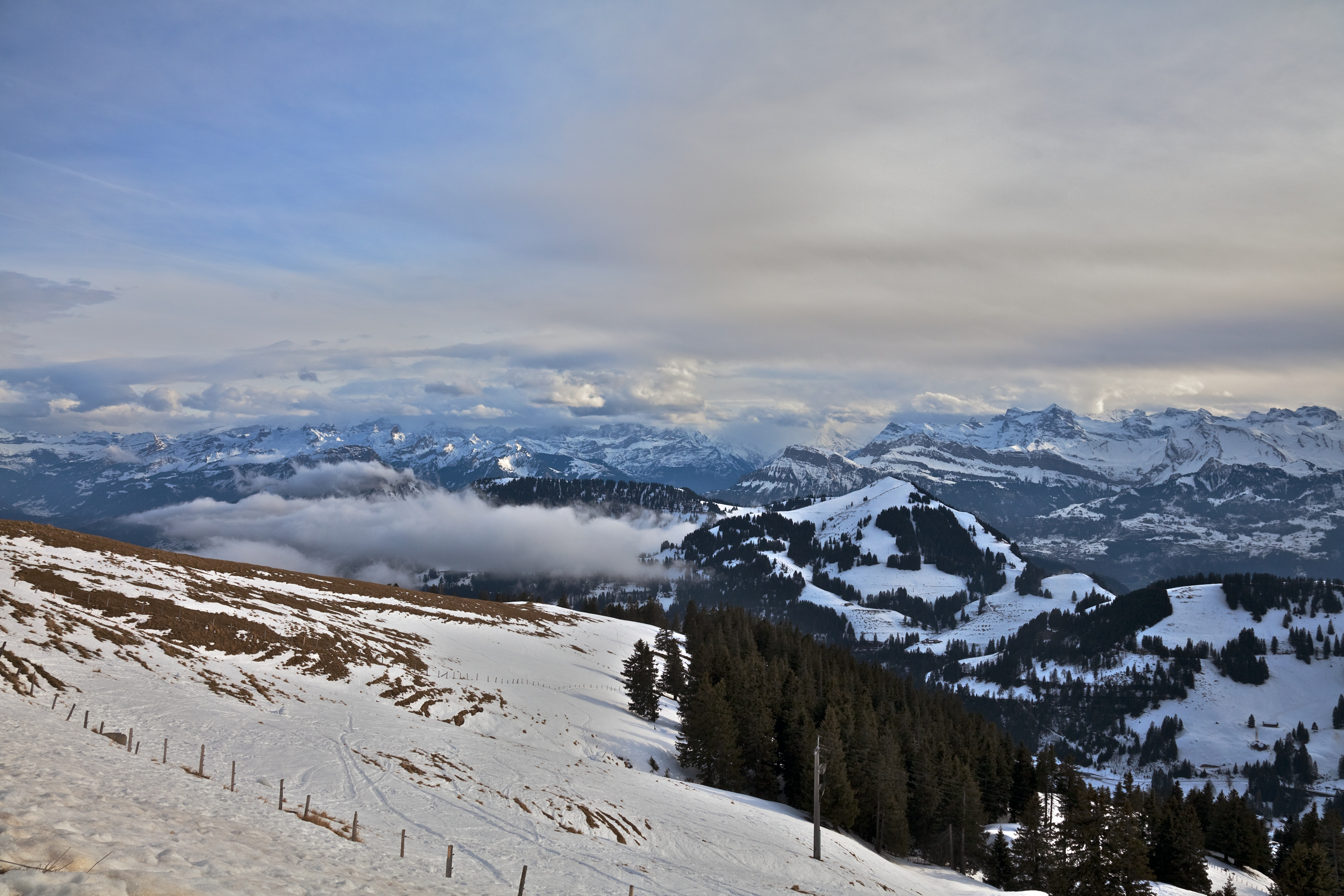
Vista de los alpes centrales de Suiza desde Rigi Kulm
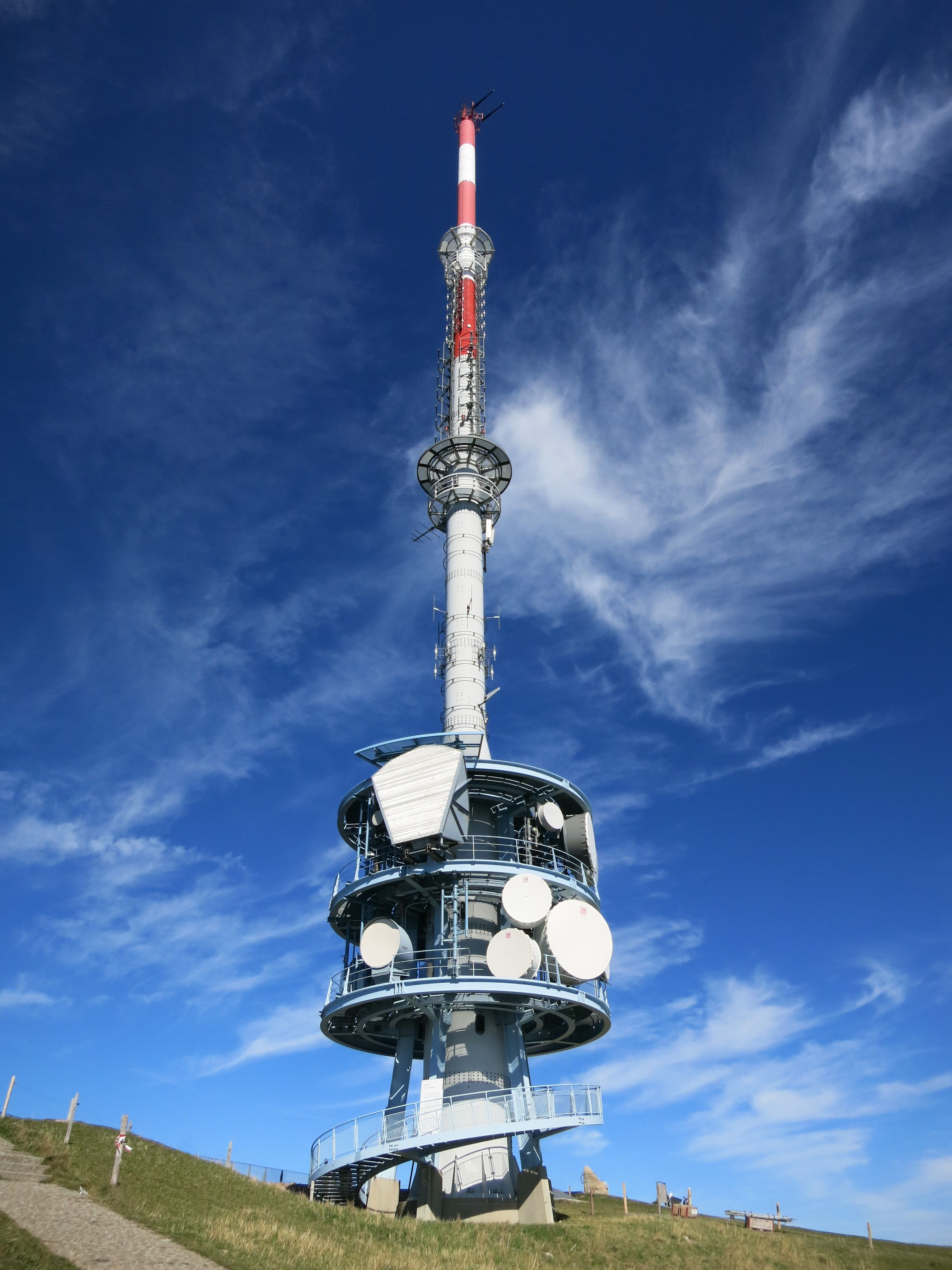
Transmisor Rigi